# Donald E. Stokes
Donald Elkinton Stokes (* 1. April 1927 in Philadelphia; † 26. Januar 1997 ebenda) war ein amerikanischer Politikwissenschaftler und Wahlforscher. Er lehrte von 1958 bis 1974 an der University of Michigan und von 1974 bis zu seinem Tod als Professor für Politik und öffentliche Angelegenheiten an der Princeton University. Zusammen mit anderen Autoren veröffentlichte er 1960 unter dem Titel „The American Voter“ eine Studie zum individuellen Stimmverhalten von Wählern bei politischen Wahlen in den USA, die als eines der einflussreichsten Werke in der Geschichte der Wahlforschung gilt.

## Leben
Donald Stokes wurde 1927 in Philadelphia geboren und erlangte 1951 einen Bachelor-Abschluss an der Princeton University. Er wirkte von 1955 bis 1957 als Fellow des Social Science Research Council und promovierte 1958 an der Yale University in Politikwissenschaften. Von 1958 bis 1974 unterrichtete er an der University of Michigan, an der er von 1958 bis 1974 als Studien- beziehungsweise Programmdirektor des Survey Research Center tätig war und in den Jahren 1970/1971 die Abteilung für Politikwissenschaften sowie von 1971 bis 1974 als Dekan die Graduate School leitete. Anschließend wechselte er an die Princeton University, an der er von 1974 bis zu seinem Tod als Professor für Politik und öffentliche Angelegenheiten tätig war und von 1974 bis 1992 als Dekan der Woodrow-Wilson-Fakultät für öffentliche und internationale Angelegenheiten fungierte. Er starb 1997 in seiner Geburtsstadt infolge einer Erkrankung an akuter Leukämie.

## Wissenschaftliches Wirken

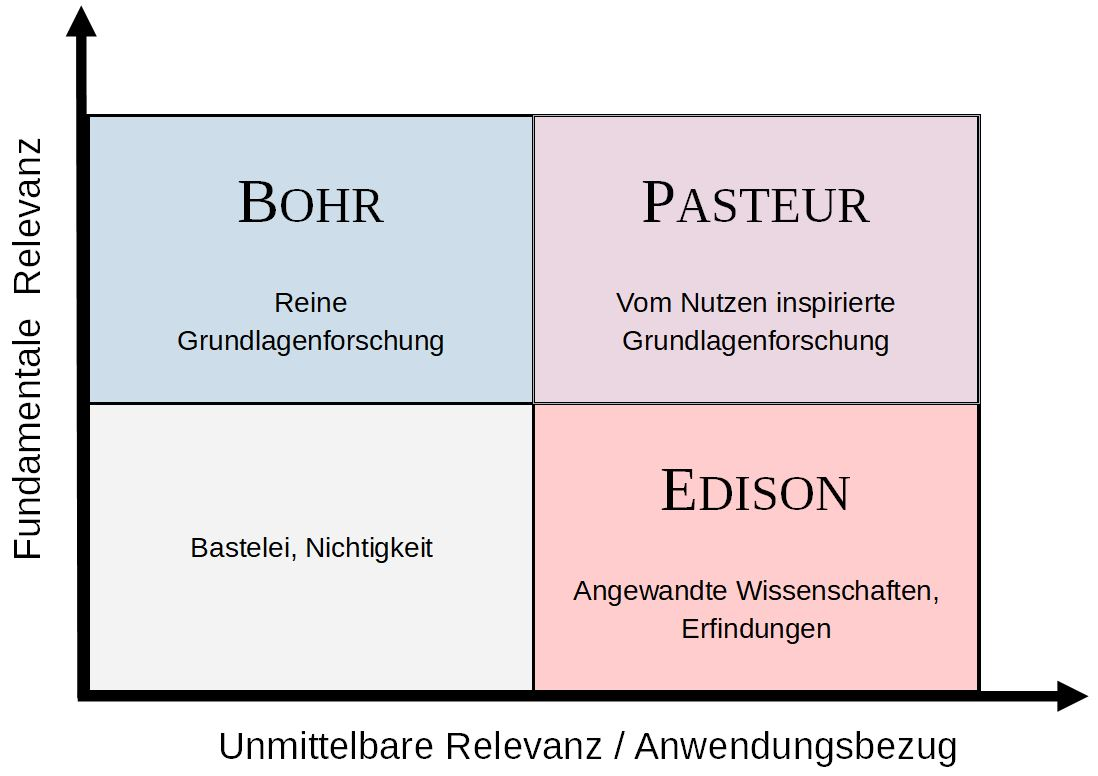
Pasteur'scher Quadrant als von Anwendungsfällen inspirierte Grundlagenforschung

Schwerpunkt der Forschungsinteressen von Donald Stokes während seiner Zeit an der University of Michigan war die Untersuchung des individuellen Wählerverhaltens bei politischen Wahlen. In diesem Bereich veröffentlichte er 1960 zusammen mit Angus Campbell, Philip E. Converse und Warren E. Miller mit dem Werk „The American Voter“ eine Studie auf der Basis von Daten mehrerer Präsidentschafts- und Kongresswahlen, die bis in die Gegenwart als Meilenstein der Wahlforschung angesehen wird. Die beteiligten Autoren etablierten mit ihren Analysen und Schlussfolgerungen eine als Ann-Arbor-Modell bezeichnete Theorie zum Wahlverhalten, die eine der drei Hauptströmungen der Wahlforschung darstellt. Nach seinem Wechsel nach Princeton wandte sich Donald Stokes der Untersuchung der Beziehungen zwischen Grundlagen- und angewandter Forschung sowie der Wissenschaftspolitik der amerikanischen Regierung zu. Sein letztes Werk erschien 1997 postum unter dem Titel „Pasteur's Quadrant: Basic Science and Technological Innovation“, in denen er die zuvor genannten Forschungssparten anhand der Archetypen Bohr, Pasteur und Edison systematisiert.

## Auszeichnungen
Donald Stokes erhielt in den Jahren 1963/1964 ein Fulbright-Stipendium und 1964 ein Guggenheim-Stipendium. Die American Political Science Association verlieh ihm 1970 für sein Werk „Political Change in Britain“ den Woodrow-Wilson-Foundation-Preis. Im Jahr 1977 wurde er in die American Academy of Arts and Sciences aufgenommen. An der Princeton University tragen eine Fachbibliothek und ein Lehrstuhl seinen Namen.

## Werke (Auswahl)
- The American Voter. New York 1960
- Elections and the Political Order. New York 1966
- mit David Butler: Political Change in Britain. New York 1969
- The Federal Investment in Knowledge of Social Problems. Washington 1978
- Pasteur's Quadrant: Basic Science and Technological Innovation. Washington 1997